# Håvesten
Håvesten är en bebyggelse i Ödeborgs socken i Färgelanda kommun. Området avgränsades från 1995 till 2015 och från 2018 till en småort för att 2015 klassats som en del av tätorten Färgelanda.